# شرلی بوت
شرلی بوت ‏(به انگلیسی: Shirley Booth)‏ (۳۰ اوت ۱۸۹۸ – ۱۶ اکتبر ۱۹۹۲) یک بازیگر سینما و تئاتر آمریکایی بود.

## زندگی‌نامه
او در درجه اول یک بازیگر تئاتر بود که حرفه‌اش در برادوی را از سال ۱۹۲۵ آغاز کرده بود. ایفای نقش شخصیت لولا دیلینی در نمایش برگرد، شبای کوچک، به‌عنوان مهمترین موفقیت‌اش، باعث شد تا او در سال ۱۹۵۰ برنده جایزه معتبر تونی بشود.
نخستین تجربه سینمایی او نیز، تکرار همین نقش در نسخهٔ سینمایی نمایش در سال ۱۹۵۲ بود که به خاطر آن برنده هر دو جایزه اسکار بهترین بازیگر نقش اول زن و گلدن گلوب بهترین بازیگر زن شد.
با وجود موفقیت بوت در سینما، او بازیگری در صحنه تئاتر را ترجیح داد و تنها در چهار فیلم دیگر بازی کرد. او در طول عمر حرفه‌ای‌اش در بیش از ۳۰ تئاتر برادوی ظاهر شد.
او از سال ۱۹۶۱ تا ۱۹۶۶ در سریال تلویزیونی کمدی هِیزِل بازی کرد که به خاطر آن برنده دو جایزه امی شد. بوت در سال ۱۹۷۴ از بازیگری کناره‌گیری کرد.

## فیلم‌شناسی
- برگرد، شبای کوچک (۱۹۵۲)
- خیابان اصلی برادوی (۱۹۵۳)
- درباره خانم لزلی (۱۹۵۴)
- جادوی آتشین (۱۹۵۸)
- دلال ازدواج (۱۹۵۸)